# め〜め〜る〜
『め〜め〜る〜』は、あゆみゆいによる日本の少女漫画作品。単行本はKCなかよし（講談社）から全1巻。作者の2000年代の作品としては珍しく原作がない。

## 概要
講談社発行の『なかよし』2002年8月号増刊、『なつやすみランド』に掲載された読み切り作品。
送信したはずのメールが戻ってきたとき、見なれないソフトを起動したことから主人公の琴子が「コトハノクニ」に入ってしまうという物語。
単行本には、「デビピッピ」・「手のなかの宇宙」・「ヒトメボレ前線」も併録されている。

## 単行本
- め〜め〜る〜 （2003年3月6日発行、KCなかよし、ISBN 978-4-06-364014-4） - 2008年6月現在、品切重版未定。